# San Juan Ixcoy
(«San Juan»: en honor a San Rafael la independencia ; «Ixcoy»: proviene del término Yich K`ox que en castellano significa  «En el asiento de un Vijaw») y también conocido como tierra de las manzanas es un municipio del departamento de Huehuetenango de la región nor-occidente de la República de Guatemala. Su idioma oficial es el Q'anjob'al.
San Juan Ixcoy es un municipio rico en cultura y arte maya, su diversidad de idiomas, sus trajes típicos, su historia, sus comidas, sus fiestas patronales (San Juan Bautista y San Juan Zacarías), sus altares mayas, los danza dramas y los bailes coloridos de Kanal Tz’unun,, Kanal Tuluxh, Kanal Wakax, Kanal Chej y el baile del Cortez. Su música autóctona del tum y la chirimía se conjuga con arte y cultura maya de la región.
Luego de la conquista de Guatemala el poblado era una encomienda, pero ya en el siglo xvii, San Juan Ixcoy era una doctrina del convento mercedario de San Pedro Zulumá.  Luego de que los mercedarios entregaran sus doctrinas al clero secular en 1754, visitó la localidad el arzobispo Pedro Cortés y Larraz en su vida pastoral indicando que visitó el poblado «pasando por un mal camino cuando salió de Chiantla a la parroquia de San Pedro Soloma» y que dicho poblado pertenecía al curato de Zulumá.
Despuésa de la Independencia de Centroamérica en 1821, San Juan Ixcoy pasó al departamento de Totonicapán/Huehuetenango y estaba adscrito al circuito de Jacaltenango para la administración de justicia por medio del entonces novedoso sistema de juicios de jurados.  Luego, entre 1838 y 1840 fue parte del Estado de los Altos que los criollos liberales intentaron establecer en el occidente del Estado de Guatemala, pero que fue recuperado por la fuerza por el general mestizo conservador

## Toponimia
Muchos de los nombres de los municipios y poblados de Guatemala constan de dos partes: el nombre del santo católico que se venera el día en que fueron fundados y una descripción con raíz náhuatl; esto se debe a que las tropas que invadieron la región en la década de 1520 al mando de Pedro de Alvarado estaban compuestas por soldados españoles y por indígenas tlaxcaltecas y cholultecas.
Ahora bien, si bien este poblado fue llamado «San Juan» en honor a San Juan Bautista, el topónimo «Ixcoy» se origina —de acuerdo a una leyenda local— a que los conquistadores españoles encontraron a un señor llamado Xunic que estaba rezando arriba de una planta «K’ox»; así pues, el término Yich K’ox —castellanizado a «Ixcoy»— significa «En el asiento de un Vijaw».

## Demografía
El municipio tiene, en 2022, una población aproximada de 31 081 habitantes según el censo de población de 2018 con una densidad de 139 personas por kilómetro cuadrado. Existe una población superior de gente de raza indígena representando el 95.6 % de la población total, las principales etnias son el q'anjob'al con un 75%, mam con un 21%, y akateka que corresponde al 4% de la población indígena. El 5% de la población del municipio son ladinos.

## Geografía física
El municipio de San Juan Ixcoy tiene una extensión territorial de 224 km².

### Clima
La cabecera municipal de San Juan Ixcoy tiene clima tropical (Clasificación de Köppen: Aw).
| Parámetros climáticos promedio de San Juan Ixcoy | Parámetros climáticos promedio de San Juan Ixcoy | Parámetros climáticos promedio de San Juan Ixcoy | Parámetros climáticos promedio de San Juan Ixcoy | Parámetros climáticos promedio de San Juan Ixcoy | Parámetros climáticos promedio de San Juan Ixcoy | Parámetros climáticos promedio de San Juan Ixcoy | Parámetros climáticos promedio de San Juan Ixcoy | Parámetros climáticos promedio de San Juan Ixcoy | Parámetros climáticos promedio de San Juan Ixcoy | Parámetros climáticos promedio de San Juan Ixcoy | Parámetros climáticos promedio de San Juan Ixcoy | Parámetros climáticos promedio de San Juan Ixcoy | Parámetros climáticos promedio de San Juan Ixcoy |
| Mes                                              | Ene.                                             | Feb.                                             | Mar.                                             | Abr.                                             | May.                                             | Jun.                                             | Jul.                                             | Ago.                                             | Sep.                                             | Oct.                                             | Nov.                                             | Dic.                                             | Anual                                            |
| ------------------------------------------------ | ------------------------------------------------ | ------------------------------------------------ | ------------------------------------------------ | ------------------------------------------------ | ------------------------------------------------ | ------------------------------------------------ | ------------------------------------------------ | ------------------------------------------------ | ------------------------------------------------ | ------------------------------------------------ | ------------------------------------------------ | ------------------------------------------------ | ------------------------------------------------ |
| Temp. máx. media (°C)                            | 21.2                                             | 21.4                                             | 23.4                                             | 23.4                                             | 21.9                                             | 21.0                                             | 20.6                                             | 21.1                                             | 20.7                                             | 20.0                                             | 20.9                                             | 21.3                                             | 21.4                                             |
| Temp. media (°C)                                 | 14.1                                             | 14.0                                             | 15.8                                             | 16.1                                             | 15.7                                             | 15.7                                             | 15.3                                             | 15.2                                             | 15.3                                             | 14.6                                             | 14.6                                             | 14.7                                             | 15.1                                             |
| Temp. mín. media (°C)                            | 7.0                                              | 6.6                                              | 8.2                                              | 8.9                                              | 9.6                                              | 10.5                                             | 10.0                                             | 9.3                                              | 10.0                                             | 9.3                                              | 8.4                                              | 8.1                                              | 8.8                                              |
| Precipitación total (mm)                         | 18                                               | 13                                               | 28                                               | 73                                               | 110                                              | 244                                              | 139                                              | 142                                              | 191                                              | 159                                              | 53                                               | 18                                               | 1188                                             |
| Fuente: Climate-Data.org                         |                                                  |                                                  |                                                  |                                                  |                                                  |                                                  |                                                  |                                                  |                                                  |                                                  |                                                  |                                                  |                                                  |

### Ubicación geográfica
El municipio se encuentra a una distancia de 64 km de la cabecera departamental Huehuetenango; está rodeado por municipios del departamento de Huehuetenango, excepto al este en donde también colinda con Nebaj, municipio del departamento de Quiché.
- Norte: San Pedro Soloma, San Miguel Acatán y Santa Eulalia
- Sur: Chiantla
- Este: San Miguel Acatán y Nebaj, municipio del departamento de Quiché
- Oeste: Todos Santos Cuchumatán y Concepción Huista[12]

|                                                  | Norte: San Pedro Soloma San Miguel Acatán Santa Eulalia |                               |
| Oeste: Todos Santos Cuchumatán Concepción Huista |                                                         | Este: San Miguel Acatán Nebaj |
|                                                  | Sur: Chiantla                                           |                               |

## Gobierno municipal
Los municipios se encuentran regulados en diversas leyes de la República, que establecen su forma de organización, lo relativo a la conformación de sus órganos administrativos y los tributos destinados para los mismos.  Aunque se trata de entidades autónomas, se encuentran sujetas a la legislación nacional. Las principales leyes que rigen a los municipios en Guatemala desde 1985 son:
| N.º | Ley                                                | Descripción |
| --- | -------------------------------------------------- | --- |
| 1   | Constitución Política de la República de Guatemala | Tiene una regulación legal específica para los municipios en los artículos 253 al 262. |
| 2   | Ley Electoral y de Partidos Políticos              | Ley de carácter constitucional aplicable a los municipios en el tema de la conformación de sus autoridades electas. |
| 3   | Código Municipal                                   | Decreto 12-2002 del Congreso de la República de Guatemala. Tiene la categoría de ley ordinaria y contiene preceptos generales aplicables a todos los municipios, e inclusive contiene legislación referente a la creación de los municipios.             |
| 4   | Ley de Servicio Municipal                          | Decreto 1-87 del Congreso de la República de Guatemala. Regula las relaciones entra la municipalidad y los servidores públicos en materia laboral. Tiene su base constitucional en el artículo 262 de la constitución que ordena la emisión de la misma. |
| 5   | Ley General de Descentralización                   | Decreto 14-2002 del Congreso de la República de Guatemala. Regula el deber constitucional del Estado, y por ende del municipio, de promover y aplicar la descentralización y desconcentración económica y administrativa.                                |

El gobierno de los municipios de Guatemala está a cargo de un Concejo Municipal mientras que el código municipal —que tiene carácter de ley ordinaria y contiene disposiciones que se aplican a todos los municipios de Guatemala— establece que «el concejo municipal es el órgano colegiado superior de deliberación y de decisión de los asuntos municipales […] y tiene su sede en la circunscripción de la cabecera municipal». Por último, el artículo 33 del mencionado código establece que «[le] corresponde con exclusividad al concejo municipal el ejercicio del gobierno del municipio».
El concejo municipal se integra con el alcalde, los síndicos y concejales, electos directamente por sufragio universal y secreto para un período de cuatro años, pudiendo ser reelectos».
Los alcaldes que ha habido en el municipio son:
- 2012-2016: Miguel Bautista[14]

## Historia de san juan ixcoy
El poblado original de San Juan Ixcoy probablemente existió mucho antes de la llegada de los españoles, originándose en la época precolombina.

### Fundación de la encomienda

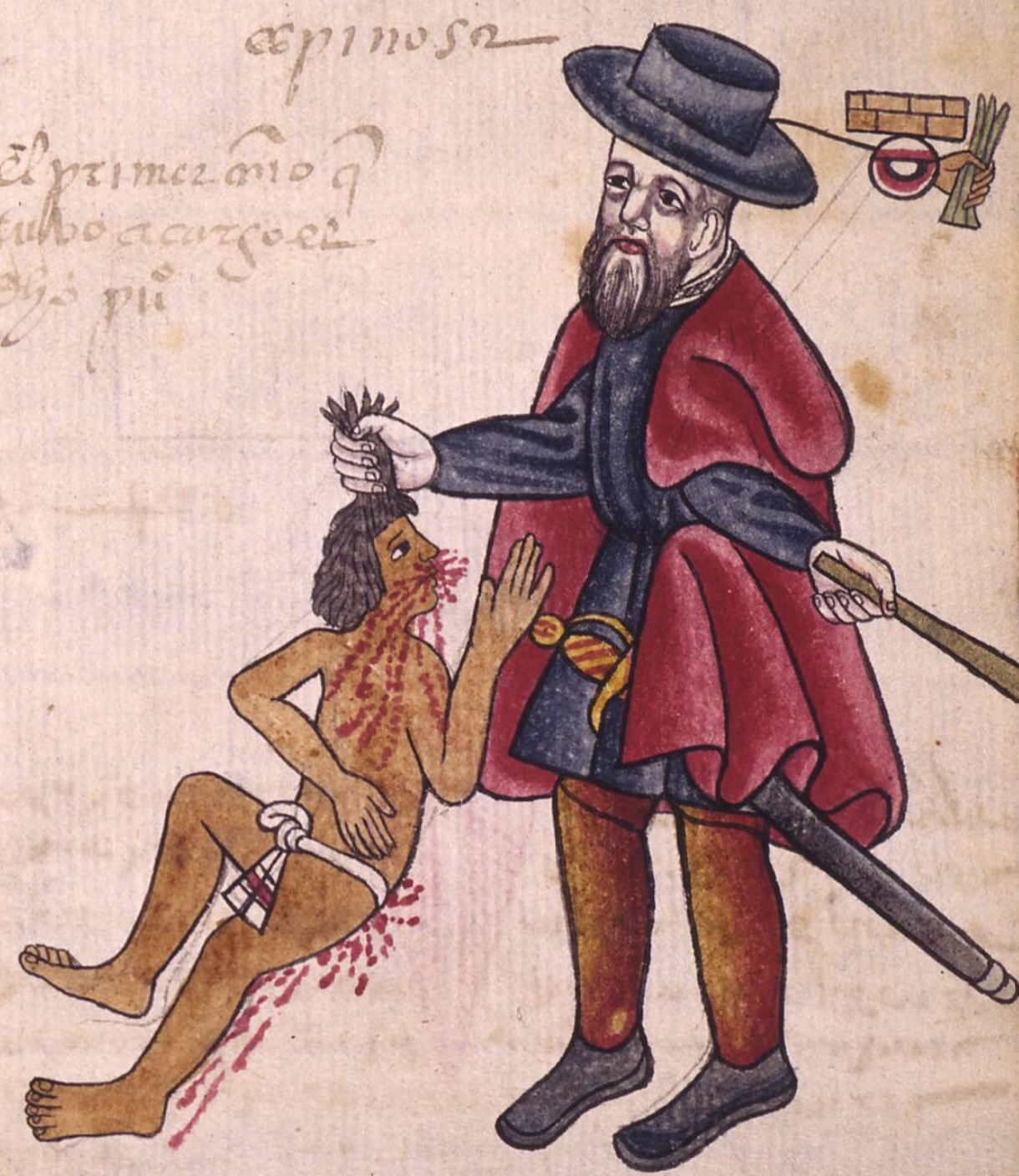
Códice Kingsborough: un encomendero abusa de un indígena. Copia del italiano Agostino Aglio 1825-1826, para Lord Kingsborough.

Después de la conquista del altiplano guatemalteco en 1524, se inició la etapa de fundación de encomiendas, para lo que se aglutinaban a las personas que acompañaban a los españoles con encomiendas o a algunas poblaciones dispersas que habían huido de la ocupación.  En algunas ocasiones se aglutinaban a personas hablantes de un mismo idioma o simplemente eran traídos de otros lugares para formar los nuevos poblados. Las fundaciones fueron ordenadas en 1538 a instancias del Obispo Francisco Marroquín por cédula que tuvo que reiterarse en 1541. El Oidor Juan Rogel Vásquez fue enviado por la Audiencia para hacer realidad la fundación de pueblos, encomendando éste a los religiosos de las órdenes regulares conocedores de los idiomas indígenas para dirigir la reducción, centrando su atención en las cabeceras de los señoríos.
Las encomiendas no solamente organizaban a la población indígena como mano de obra forzada sino que era una manera de recompensar a aquellos españoles que se habían distinguido por sus servicios y de asegurar el establecimiento de una población española en las tierras recién descubiertas y conquistadas.  También servían como centro de culturización y de evangelización obligatoria pues los indígenas eran reagrupados por los encomenderos en pueblos llamados «Doctrinas», donde debían trabajar y recibir la enseñanza de la doctrina cristiana a cargo de religiosos de las órdenes regulares, y encargarse también de la manutención de los frailes.
En 1531 ya era un pueblo conocido con el nombre de Yscos en condición de encomienda de un señor llamado Marcos Ruiz que fue el encomendero.

### Época colonial: doctrina mercedaria
En el siglo xvii al igual que otros pueblos del área, San Juan Ixcoy era una doctrina del convento mercedario de San Pedro Zuluma.
El cronista Francisco Antonio de Fuentes y Guzmán mencionó en su obra Recordación Florida una pequeña información sobre el municipio de San Juan Ixcoy y en el año 1690 diciendo lo siguiente:
| A San Juan Ixcoy se hace jornada de 3 leguas y su viaje por laderas de piedras y lodo, y grandes breñas que van a dar con la bajada de la palizada al admirable río, sus aguas son maravillosas y agradables por el color azul celeste de que se tiñen. —Francisco Antonio de Fuentes y Guzmán Recordación Florida |

Cuando el arzobispo Pedro Cortés y Larraz visitó Guatemala entre los años 1768 y 1770 en su vida pastoral, mencionó que visitó el poblado pasando por un mal camino cuando salió de Chiantla a la parroquia de San Pedro Soloma. En esa época, San Juan Ixcoy pertenecía al curato de Soloma de la provincia y a la Alcaldía Mayor de Totonicapam de Huehuetenango.
El día lunes 23 de julio de 1798 José Domingo Hidalgo publicó en la la Gaceta de Guatemala una descripción de la provincia de Totonicapán, y mencionó una pequeña reseña sobre el municipio de San Juan Ixcoy donde decía que «es el municipio más meridional de la provincia y el más cercano al municipio Chiantla».

### Tras la Independencia de Centroamérica
En el año de 1825 el gobierno del Estado de Guatemala dividió el territorio en siete departamentos, siendo uno de ellos Totonicapán-Huehuetenango, el cual tenía siete municipios, entre ellos Jacaltenango; la constitución de 1825 también dividió el territorio en diez distritos con varios circuitos cada uno para la impartición de justicia y Jacaltenango fue sede del circuito del mismo nombre en el distrito N.º 9 (Totonicapán) al que pertenecían también Santa Ana Huista, San Antonio Huista, San Andrés, San Marcos, Concepción, Nentón, Petatán, Acatán, San Juan Ixcoy, San Sebastián Coatán, Santa Eulalia, Istatán, Ishcán, Ixcacao, Sajnabac, Paduano, Cajtavi, Lo de Alvarado, Tierra Negra y Montenegro, esta última ahora parte de México.

### El efímero Estado de Los Altos

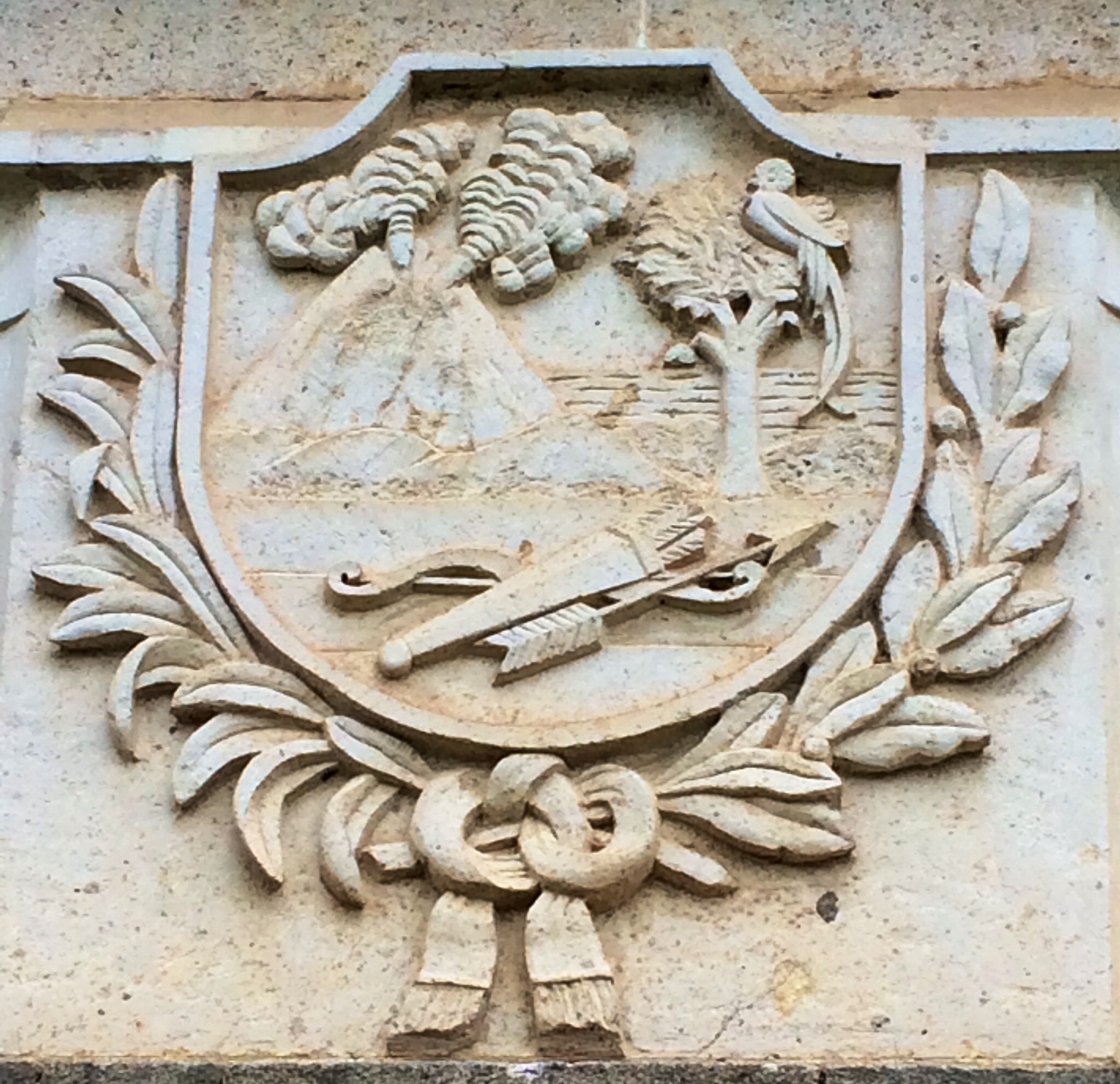
Escudo del Estado de los Altos

A partir del 3 de abril de 1838 San Juan Ixcoy fue parte de la región que formó el efímero Estado de Los Altos y que forzó a que el Estado de Guatemala se reorganizara en siete departamentos y dos distritos independientes el 12 de septiembre de 1839:
- Departamentos: Chimaltenango, Chiquimula, Escuintla, Guatemala, Mita, Sacatepéquez, y Verapaz
- Distritos: Izabal y Petén[24]

La región occidental de la actual Guatemala había mostrado intenciones de obtener mayor autonomía con respecto a las autoridades de la ciudad de Guatemala desde la época colonial, pues los criollos de la localidad consideraban que los criollos capitalinos que tenían el monopolio comercial con España no les daban un trato justo.  Pero este intento de secesión fue aplastado por el general Rafael Carrera, quien reintegró al Estado de Los Altos al Estado de Guatemala en 1840.